# Burntisland Shipbuilding Company

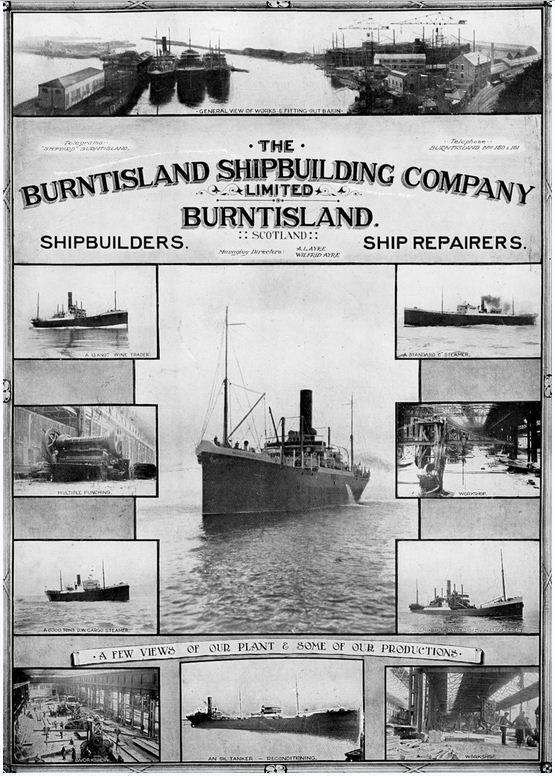
Anzeige des Schiffbauunternehmens von 1923

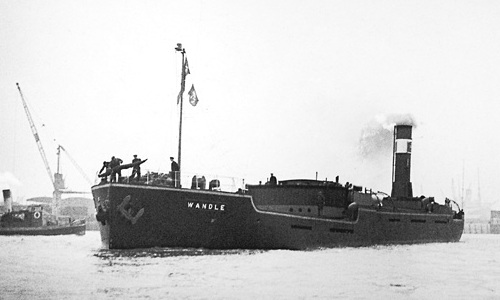
Die Baunummer 173 war der Flatiron Collier Wandle für das Gaswerk in Wandsworth. Sie erreicht am 30. Oktober 1932 auf ihrer Jungfernfahrt London

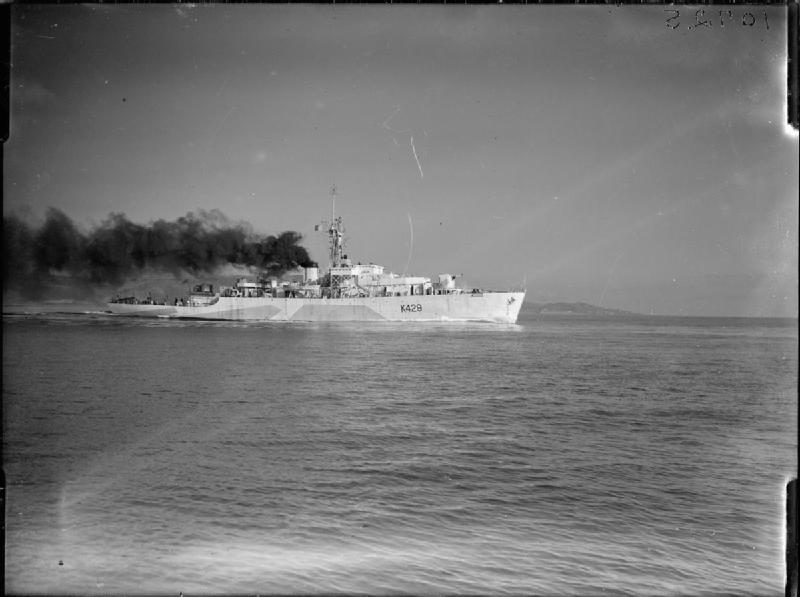
Fregatte HMS Loch Fyne (K429), 1944

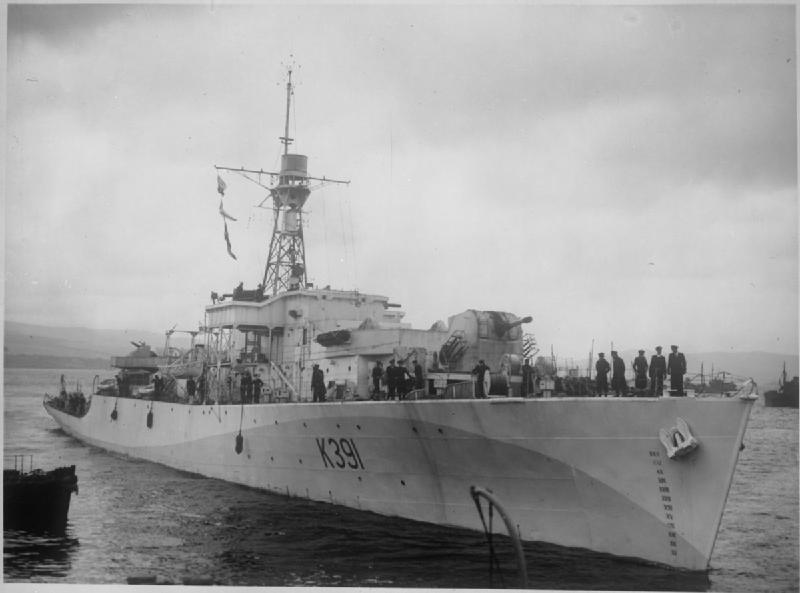
Fregatte HMS Loch Killin (K391), 1944

Das Schiffbauunternehmen Burntisland Shipbuilding Company wurde 1918 gegen Ende des Ersten Weltkriegs als Notwerft in Burntisland, Fife, Schottland gegründet.

## Geschichte

### Anfangsjahre
Die Werft wurde 1918 von den beiden Geschäftsführern, den Brüdern Amos und Wilfrid Ayre, mit vier Hellingen zum Bau von bis zu 140 Meter langen Schiffen im West Dock des Hafens Burntisland aufgebaut. Sie war als eine Art Schiffbaufabrik mit Bahnanschluss und umfangreichem Schienensystem zur Anlieferung und Verteilung des benötigten Schiffbaustahls und der anderen Komponenten aufgebaut. Schon im ersten Betriebsjahr entstanden drei Standardfrachter des Typ „C“. Danach ging die Werft zum Bau von Dreiinsel-Trampschiffen mit fünf Laderäumen über und fuhr mit dem Bau von 20 Colliers mit vier Laderäumen und mittig angeordneten Maschinenräumen fort. Darüber hinaus baute die Werft in diesen Jahren auch einige Archdeck-Colliers.

### Zwischenkriegsjahre
Die Aufträge zum Bau von Colliers und Küstenfrachtern verteilten sich gleichmäßig auf die Jahre zwischen den beiden Weltkriegen. In den Jahren von 1921 bis 1929 baute die Burntisland Shipbuilding Company unter anderem zwölf große Trampschiffe. Im Jahr 1929 stellte die Werft ihren „Burntisland Economy“-Schiffsentwurf vor, dessen geringer Bunkerverbrauch ihm zu einer guten Reputation verhalf. Der „Burntisland Economy“-Grundentwurf wurde von der Werft beständig weiterentwickelt, was dazu führte, dass man auch in den Jahren von 1935 bis 1939 noch über ein Dutzend von ihnen verkaufen konnte. Darüber hinaus entstanden in den 1930er Jahren einige Colliers und Küstenschiffe in „flat-iron“- (Bügeleisen) Bauart. Diese wiesen besonders flache Aufbauten und klappbare Masten und Schornsteine auf, was ihnen die Passage auch niedriger Brücken erlaubte.

### Zweiter Weltkrieg
Im Laufe des Zweiten Weltkriegs entstanden neben einigen Militärschiffen auch Handelsschiffe, die sowohl für Regierungsstellen, als auch an zivile Auftraggeber abgeliefert wurden. In erster Linie stellte die Werft drei Fregatten der Royal Navy „Loch“-Klasse, HMS Loch Killin, HMS Loch Fyne und HMS Loch Glendhu, fertig. Als Frachter baute die Werft in Burntisland sechzig Trampschiffe, Colliers. Darüber hinaus erhielt das Unternehmen Regierungsaufträge zum Bau von Trampschiffen, Küstenfrachtern und Flugzeugtransportschiffen.

### Nachkriegszeit
Nach Kriegsende blieb die Geschäftsführung in den Händen der Ayre-Brüder, unter deren Ägide mit dem Bau hochwertiger Trampschiffe und Linienfrachtern fortgefahren wurde. In den Jahren von 1945 bis 1965 liefen über 50 solcher Schiffe in Burntisland vom Stapel. In den 1950er Jahren wurde die Scottish and Mercantile Investment Company zum Hauptanteilseigner der Werft.
In den 1960er Jahren baute die Werft mit rund 1000 Arbeitern eine Serie von Küstenmotorschiffen für die Reederei Metcalf Motor Coasters, sowie Gastanker und herkömmliche Tankschiffe. 1963 trat Sir Wilfrid nach 45 Jahren im Dienst der Werft in den Ruhestand.

### Insolvenz
Im April 1967 findet der Stapellauf eines schnellen Linienfrachtschiffs für Pakistan, der Ohrmazd statt. Beim Bau des Schiffes kam es zu Problemen zwischen der Werft und den pakistanischen Eignern der Ohrmazd. Im Jahr 1968 ging die Burntisland Shipbuilding Company nach einer finanziellen Krise in Konkurs und im November 1968 befindet sich die Werft in Insolvenzverwaltung.
Nach der Ohrmazd laufen vier letzte Schiffe vom Stapel der Burntisland-Werft. Drei der 121,6 Meter langen Frachtschiffe sind für Hamburger Kunden. Die Motorschiffe Peter Schröder (September 1967) und Paul Schröder (Februar 1968) waren für die Reederei Richard Schröder, und die Christiane Bolten (September 1968) war für Aug. Bolten Wm. Miller’s Nachfolger. Das letzte Schiff war die Helen Miller für die Liverpooler St. Vincent Shipping Company. Der Stapellauf der Helen Miller fand im April 1969 statt, fertiggestellt wurde das Schiff im Juli 1969. Insgesamt wurden 422 Schiffe von der Werft gebaut. Danach wurde die Werftausrüstung an die Werft Robb Caledon Shipbuilders in Leith und Dundee verkauft.